# UFC 57
UFC 57: Liddell vs. Couture 3（ユーエフシー・フィフティセブン：リデル・ヴァーサス・クートゥア・スリー）は、アメリカ合衆国の総合格闘技団体「UFC」の大会の一つ。2006年2月4日、ネバダ州ラスベガスのマンダレイ・ベイ・イベント・センターで開催された。

## 大会概要
サブタイトル「Liddell vs. Couture 3」の通り、UFC 43、UFC 52に続く3度目の対決となったチャック・リデルとランディ・クートゥアによるUFC世界ライトヘビー級タイトルマッチが行われた。
2005年のリアリティ番組「The Ultimate Fighter」第1シーズンでそれぞれのチームでヘッドコーチを務め、今大会でラバーマッチとなったチャック・リデルとランディ・クートゥアによるUFC世界ライトヘビー級タイトルマッチでは、王者リデルが挑戦者クートゥアを右フックでKOし、2度目の王座防衛に成功。敗れたクートゥアは現役引退を宣言し、オクタゴンを去った。
40万件となったPPV売り上げ、330万ドルとなった入場料収益ともに当時のUFC最高記録を更新した。

## 試合結果

### プレリミナリィカード
第1試合 ライトヘビー級 5分3R
○  キース・ジャーディン vs.  マイク・ホワイトヘッド ×
3R終了 判定3-0（29-28、29-28、29-28）
第2試合 ヘビー級 5分3R
○  ジェフ・モンソン vs.  ブランドン・リー・ヒンクル ×
1R 4:35 ノースサウスチョーク
第3試合 ヘビー級 5分3R
○  ポール・ブエンテロ vs.  ギルバート・アルダナ ×
2R 2:27 TKO（レフェリーストップ：パウンド）
第4試合 ライトヘビー級 5分3R
○  アレッシオ・サカラ vs.  エルヴィス・シノシック ×
3R終了 判定3-0（29-25、29-26、29-26）

### メインカード
第5試合 ウェルター級 5分3R
○  ジョー・リッグス vs.  ニック・ディアス ×
3R終了 判定3-0（29-28、30-27、29-28）
第6試合 ライトヘビー級 5分3R
○  レナート・ババル vs.  マイク・ヴァン・アースデイル ×
1R 2:21 チョークスリーパー
第7試合 ヘビー級 5分3R
○  マーシオ・"ペジパーノ"・クルーズ vs.  フランク・ミア ×
1R 4:10 TKO（レフェリーストップ：パウンド）
第8試合 ヘビー級 5分3R
○  ブランドン・ヴェラ vs.  ジャスティン・エイラーズ ×
1R 1:25 KO（膝蹴り）
第9試合 UFC世界ライトヘビー級タイトルマッチ 5分5R
○  チャック・リデル vs.  ランディ・クートゥア ×
2R 1:28 KO（右フック）
※リデルが王座の2度目の防衛に成功